# Bal en blanc
 (mai 2023).

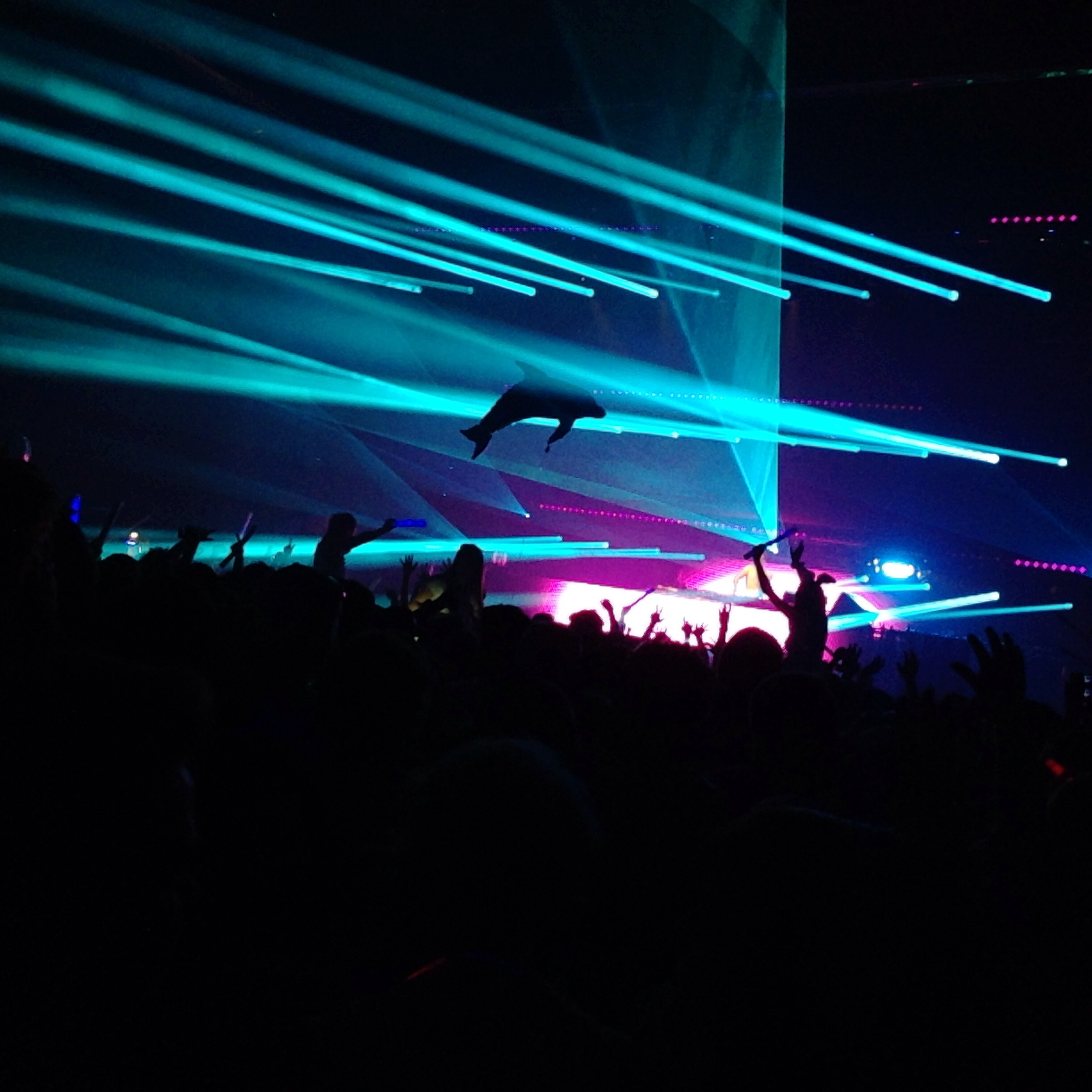

Le Bal en Blanc est l'événement principal de la Semaine Bal en Blanc, qui a lieu chaque année, en avril, à Montréal, plus précisément au Palais des congrès de Montréal.

## Événement principal: le Bal en Blanc
Le Bal en Blanc est un événement en salle consacré à la musique électronique dansante en Amérique du Nord. Il se déroule au Palais des congrès de Montréal.